# Nonaka Ai
Nonaka Ai (野中 藍 Dã Trung Lam, sinh ngày 8 tháng 6 năm 1981 tại Sawara-ku, Fukuoka). Cô là một seiyū. Hiện cô đang làm cho Aoni Production và đã từng là một thành viên trong nhóm seiyuu DROPS (trong nhóm có Akemi Kanda, Tomoko Kaneda, Mariko Kōda, và Ryōko Shiraishi).

## Cá nhân và nghề nghiệp
- Hồi trẻ có học trượt băng nghệ thuật nhưng phải bỏ.
- Có tham gia lớp múa ba lê.
- Hồi còn làm hội trưởng câu lạc bộ kịch của trường Fukuoka, Nonaka luôn có ước muốn được diễn vai nam tại Takarazuka Revue nhưng phải bỏ cuộc vì chiều cao của cô không đủ và về sau, cô theo đuổi con đường làm seiyuu.
- Cô là fan của Takarazuka Revue, đặc biệt là với Moon Troupe.
- Nonaka bắt đầu quan tâm tới lồng giọng sau khi xem YuYu Hakusho. Dù nói rằng cô thích làm diễn viên nhưng vì chiều cao của cô và cả lòng yêu anime, cô đã đi theo còn đường làm seiyuu sau khi ra trường và tốt nghiệp khóa thứ 21 tại trường đào tạo Seiyuu Aoni(chi nhánh Tokyo).[1]

## Các vai chủ đạo
Nhân vật chính được in đậm.

### Anime
2002
- Platonic Chain (Kagura Rika)
- Ultimate Muscle (Keiko)
- Kinnikuman Nisei: Muscle Ninjin Sōdatsu! Chōjin Daisensō (phim) (Keiko)

2003
- Bobobo-bo Bo-bobo (Beauty)
- Bottle Fairy (Hororo)
- R.O.D the TV (Touko Shigno)
- Stellvia of the Universe (Shima Katase)
- Submarine 707R (OVA) (Rei)

2004
- Gakuen Alice (Nonoko Ogasawara)
- Kannazuki no Miko (Nekoko)
- Tenbatsu! Angel Rabbie (OVA) (Lui)
- Kinnikuman Nisei - Ultimate Muscle (Keiko)
- Doki Doki School Hours (Hanako Horie)

2005
- Iriya no Sora, UFO no Natsu (OVA) (Iriya Kana)
- Jinki:EXTEND (Satsuki Kawamoto)
- Kamichu (Miko Saegusa)
- Mahō Sensei Negima (Konoka Konoe)
- Pani Poni Dash! (Ichijō)

2006
- Ape Escape (Sayaka)
- Binchō-tan (Binchō-tan)
- Kinnikuman Nisei 2 (Keiko)
- Kujibiki Unbalance (Tokino Akiyama)
- Negima!? (Konoka Konoe)
- Negima!? OVA Haru (Konoka Konoe)
- Negima!? OVA Natsu (Konoka Konoe)
- Poka Poka Mori No Rascal (Riruru)
- Sōkō no Strain (Lavinia Reberth and (Sara's and Ralph's) Emily)

2007
- Doraemon (Doramyakko)
- Clannad (Fuko Ibuki)
- Gakuen Utopia Manabi Straight! (Mika Inamori)
- Mushi-Uta (C)
- Sayonara Zetsubō Sensei (Kafuka Fuura)

2008
- Himitsu - Top Secret (Nanako Amachi)
- Mahō Sensei Negima OAD - Shiroki Tsubasa Ala Alba (Konoka Konoe)
- Real Drive (Yukino)
- Zoku Sayonara Zetsubō Sensei (Kafuka Fuura)
- Goku Sayonara Zetsubō Sensei (OVA) (Kafuka Fuura)
- Toradora! (Kihara Maya)
- Zettai Shougeki ~Platonic Heart~ (OVA) (Miko Kazuki)

2009
- Clannad After Story (Fuko Ibuki)
- Sora wo Kakeru Shōjo (Imoko Shishidou)
- Asura Cryin' (Kanade Takatsuki)
- Asura Cryin'2 (Kanade Takatsuki)
- Mahō Sensei Negima OAD - Mou Hitotsu No Sekai (Konoka Konoe)
- Natsu no Arashi! (Yayoi Fushimi)
- Zan Sayonara Zetsubō Sensei (Kafuka Fuura)
- Yoku Wakaru Gendai Mahō (Koyomi Morishita)
- Tatakau Shisho (Chakoly Cocotte)
- Tokyo Magnitude 8.0 (Aya)

2010
- The World God Only Knows (Fujiidera)

2011
- Denpa Onna to Seishun Otoko (Meme Touwa)
- Puella Magi Madoka Magica (Kyoko Sakura)
- Gintama (Pirako doromizu)

2012
- Another (Yukari Sakuragi)

### Games
- Atelier Annie: Alchemists of Sera Island (Annie Eilenberg)
- Clannad (Fuko Ibuki)
- 12Riven (Myū Takae)
- Ape Escape 3 (Sayaka)
- Code 18 (Hikari Haruna)
- Cross Edge (Meu)
- Dengeki Gakuen RPG: Cross of Venus (Kana Iriya, Kanade Takatsuki)
- Dragon Nest (Warrior)
- Fate/Extra (Caster, Alice)
- Final Fantasy Type-0 (Aria)
- Girls' Frontline (HK416)
- Mana Khemia: Alchemists of Al-Revis (Lene Kier)
- Mega Man X: Command Mission (Cinnamon)
- Memories Off: Yubikiri no Kioku (Orihime Hoshitsuki)
- Puella Magi Madoka Magica Portable (Kyoko Sakura)
- Riviera: The Promised Land (Serene)
- Rune Factory: A Fantasy Harvest Moon (Tori or Torte)
- Shining Force EXA (Catheana)
- Shining Wind (Mao)
- WarTech: Senko No Ronde (Baek Changpo)
- Wrestle Angels: Survivor (Cutie Kanai, Noel Shiraishi)
- Xenosaga Episode II: Jenseits von Gut und Böse (100-Series Realian)
- Yggdra Union: We'll Never Fight Alone (Pamela and Emilia)
- The King of Fighters EX2: Howling Blood (Miu Kurosaki)
- Blaze Union: Story to Reach the Future (Emilia and Pamela)
- Dynasty Warriors 7 (Bao Sanniang)
- Gloria Union (Locomoco and Pamela)

### Drama CD
2009
- Koroshiya San (Kyuu Onna san)
- Toradora! Drama CD Vol. 2 (Kihara Maya)
- Drama CD Himawari (Ariesu)
- Drama CD Persona (Ayase Yuka)
- Bouso Rettou ☆ Seishun Hen - Chihou no Jidai ga Yatte Kita! (Higuchi Kyouko)
- Transistor Teaset - Denki Gairozu (Ooshiro Kagami)
- Yggdra Unison (Pamela, Emilia)

2010
- MM! (Shizuka Sado)

2011
- Puella Magi Madoka Magica (Kyoko Sakura)

## Tiểu sử[2]

### Singles
| Date Released             | Single Name |
| ngày 28 tháng 12 năm 2005 | Yume no Drive (夢のドライブ) |
| ngày 4 tháng 10 năm 2006  | Tokimeki no Kotoba (トキメキの言葉) |
| ngày 4 tháng 10 năm 2006  | LOVE@MESSENGER |
| ngày 8 tháng 8 năm 2007   | Cheer Ruuga! (チアルーガ!) |
| ngày 9 tháng 9 năm 2007   | Koi no Museum (恋のミュージアム) |
| ngày 10 tháng 10 năm 2007 | Ureshinaki (ウレシ泣キ) |
| ngày 14 tháng 1 năm 2009  | Datte Anata Wa Anata Da Kara Aka ver (だってあなたはあなただから あかver.) Datte Anata Wa Anata Da Kara Ao ver (だってあなたはあなただから あおver.) |

### Albums
| Date Released            | Album Name                        |
| ngày 1 tháng 2 năm 2006  | Ai no Uta (あいのうた)            |
| ngày 6 tháng 12 năm 2006 | Shiawase No Iro (しあわせのいろ)  |
| ngày 12 tháng 3 năm 2008 | Namida no Kiseki (ナミダノキセキ) |
| ngày 22 tháng 4 năm 2009 | Supplement (サプリメント)         |

### Albums tổng hợp
| Date Released            | Album Name               |
| ngày 27 tháng 1 năm 2010 | Airenjā (アイレンジャー) |

### DVDs
- AI☆PON the FILMS (Released ngày 3 tháng 3 năm 2007)
- AI NONAKA'S "NO TEARxNO LIVE 2008" (Released ngày 6 tháng 8 năm 2008)